# Eucalyptus benthamii
Eucalyptus benthamii  é uma espécie de Eucalyptus endêmica do leste da Austrália. Foi descrito por Joseph Maiden e Richard Hind Cambage em 1915, recebendo seu nome em homenagem a George Bentham. É relacionado com o E. viminalis.
No Brasil essa espécie é comumente plantada nos estados da Região Sul devido à sua tolerância à geadas.